# Brian Green
Brian Geoffrey Green (Droylsden, 5 giugno 1935 – Rochdale, 14 agosto 2012) è stato un allenatore di calcio e calciatore inglese, di ruolo attaccante.

## Carriera

### Giocatore

#### Club
Green vestì le maglie di Rochdale, Southport, Colwyn Bay, Barrow, Altrincham, Exeter City e Chesterfield, prima di passare al Sydney Prague.

### Allenatore
Nel 1975, diventò commissario tecnico dell'Australia. Guidò poi il Rochdale, prima di diventare allenatore dei norvegesi del Bryne. Sempre in Norvegia, fu il tecnico dello Start. Fu allenatore dell'Egersund in due distinte occasioni, prima nel 1989 e poi nel 1991.